# In the Heart of a Fool
In the Heart of a Fool er en amerikansk stumfilm fra 1920 af Allan Dwan.

## Medvirkende
- James Kirkwood Sr. som Grant Adams
- Anna Q. Nilsson som Margaret Muller
- Mary Thurman som Laura Nesbit
- Philo McCullough som Tom VanDorn
- Ward Crane som Henry Fenn
- John Burton som Dr. Harvey Nesbit
- Margaret Campbell som Mrs. Nesbit
- Percy Challenger som Daniel Sands
- Arthur Hoyt som Mortie Sands
- Harold Miller
- Claire Windsor